# Vườn René Moawad

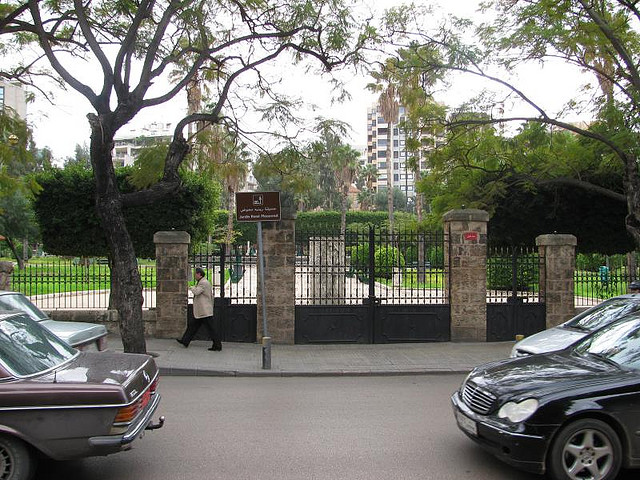
Lối vào vườn trên đường Rue Spears

Vườn René Moawad nằm tại quận Sanayeh của thủ đô Beirut, Liban. Khu vườn là không gian công cộng lâu đời nhất ở thủ đô. Khalil Pasha (1864-1923), một chỉ huy quân đội Ottoman trong chiến tranh thế giới thứ nhất là người ra lệnh xây dựng khu vườn năm 1907.

## Tên gọi
Khu vườn có nhiều tên kể từ khi được xây dựng vào đầu thế kỷ 20. Đầu tiên, nó có tên là "Vườn Công cộng Hamidi" nhưng mọi người thường gọi nó là "Vườn Sanayeh". Nó mang tên "René Moawad" để tưởng nhớ cố tổng thống René Moawad, người bị ám sát ngày 22 tháng 11 năm 1989 không xa khu vườn.

## Địa điểm
Phía Bắc của khu vườn bao quanh bởi đường Rue Spears, phía Nam bởi đường Rue Alameddine, phía Đông bởi đường Rue Halawani và phía Tây bởi đường Rue Sanayeh. Đối diện với khu vườn ở đường Rue Spears là một khu phức hợp của thư viện Quốc gia. Với diện tích 22.000 mét vuông, khu vườn là điểm đến phổ biến cho người đi bộ, và trẻ em. Khu vườn cũng phổ biến đối với người cao tuổi khi họ đến đây ngồi trong các bóng râm để chơi bài, backgammon hay cờ vua. Khu vườn còn là nơi để các họa sĩ trưng bày các tác phẩm của họ.

## Chiến tranh Liban 2006
Trong chiến tranh Liban 2006, khu vườn và xung quanh nó là nơi các tổ chức phi chính phủ tạo chỗ ở, giúp đỡ những người tị nạn. Trụ sở "Sanayeh Relief Center" nằm trong một căn nhà đối diện vườn.

## Trong văn học và nghệ thuật
- Day of Honey: A Memoir of Food, Love, and War bởi Annia Ciezadlo

"Tôi đã đi đến một công viên nhỏ gọi là vườn Sanayeh với Jackson và bạn của chúng tôi là Abdulrahman, người đang đi quanh khu vực Ras Beirut mua thực phẩm và thuốc men cho người tị nạn bằng chính tiền của mình."
"Những người duy nhất xử lý khủng hoảng ở vườn Sanayeh là một số ít sinh viên ở độ tuổi teen và hai mươi, một người trong số họ đeo dây nịt và đeo khẩu trang."
- Jnaynet Al-Sanaye' (Vườn Sanayeh) một vở kịch bởi Roger Assaf (1997)[7]